# 上海市气功研究所
上海市气功研究所，是上海中医药大学附属研究机构，其附设门诊部也是公立中医医疗机构。

## 历史
上海市气功研究所的前身是1957年成立的上海市气功疗养所。1985年，为适应气功发展需要，上海中医学院成立上海市气功研究所。该所创办了气功文献研究室。